# Туул
Туул (монг. Туул гол, до 1988 года — Тола) — река в центральной и северной Монголии. Длина реки — 704 км, бассейн — 49 840 км².
Река упоминается в официальной хронике китайской династии Суй — Суй-ши. «Сокровенное сказание монголов» (1240) часто упоминает «чёрный лес на реке Туул», в котором располагался дворец Ван-хана и который в конце концов отошёл Чингис-хану. Реку называют Хатун-Туул, то есть Царица Тола.

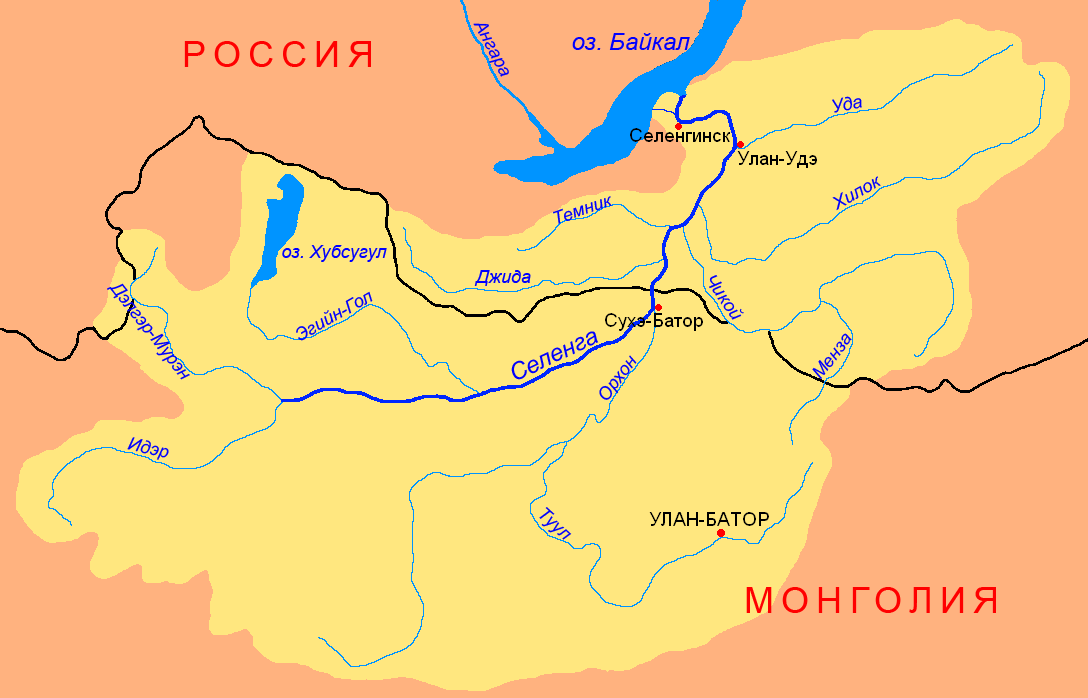
Бассейн Селенги

Исток реки располагается в Хэнтэйскийх горах, в заповеднике Хан-Хэнтэйн-Нуруу. Туул протекает через южную часть Улан-Батора и впадает в Орхон, который, в свою очередь, впадает в Селенгу, оканчивающуюся в Байкале.
Река покрывается льдом с середины ноября по середину апреля. По берегам реки располагаются многочисленные ивняки; в реке обитает много видов рыб, в том числе таймень.
В настоящее время река страдает от загрязнения, производимого очистительными сооружениями сточных вод Улан-Батора, располагающимися на реке золотодобывающими предприятиями, а также селящимися близ реки кочевниками.